# Beach Buggies of Southport
Beach Buggies of Southport war ein britischer Hersteller von Automobilen.

## Unternehmensgeschichte
Das Unternehmen aus Southport in der Grafschaft Lancashire begann 1971 mit der Produktion von Automobilen und Kits. Der Markenname lautete Beach Buggy. 1972 endete die Produktion. Insgesamt entstanden etwa zehn Exemplare.

## Fahrzeuge
Das einzige Modell war ein VW-Buggy. Er ähnelte dem Buggy von GP. Auffallend waren die runden und verkleideten Scheinwerfer.